# Атол Росе
Атол Росе, који људи са оближњих острва Ману'а понекад називају Острво руже или Моту О Ману, океански је атол на америчкој територији Америчке Самое. Ненасељено уточиште за дивље животиње, најјужнија је тачка која припада Сједињеним Државама. Површина 
земљишта је 0,214 km². Укупна површина атола, укључујући лагуну и гребен, износи 5 km². Западно од најсеверније тачке је канал у лагуну, широк око 40 м. На североисточном ободу гребена налазе се два острвца, веће острво ружа на истоку (висине 3,5 м) и необележено острво песак на северу (висине 1,5 м). 
Најраније западно виђење било је 13. јуна 1722. током путовања Јакоба Рогевена, који га је назвао „бескорисним острвом“.  Име Острво ружа потиче од виђења Луиса де Фреицинета 1819. године. Назвао га је по својој супрузи Роуз. Као друга жена која је обишла свет, Роуз де Фреицинет је прва испричала своју причу. У свом званичном извештају Луис де Фреицинет бележи да сам „Ружино острво назвао из имена некога ко ми је изузетно драг“. Убрзо након тога, 1824. године, видела га је експедиција под водством Ота фон Коцебуа, који га је назвао Кординков по свом првом поручнику. 
Морским националним спомеником Росе Атолл који се налази на два изузетна острва Атола заједнички управља Америчка служба за рибу и дивље животиње и влада Америчке Самое.

## Рибе и дивље животиње
Атол Росе садржи највеће популације џиновских шкољки, гнездећих морских птица и ретких гребенских риба у целој Америчкој Самои. Популација риба разликује се од остатка региона због високе концентрације месождера и ниске концентрације биљоједа . У последњих 15 година забележено је готово 270 различитих врста риба. Туна, махи-махи, биљке рибе, баракуда и ајкуле бораве изван лагуне. У дубљим водама, плашташи и морски кринови су примећени од скуба експедиција. Морски сисари попут угроженог грбавог кита и рода делфина такође користе воде. 
Атол је критично станиште за гнежђење угрожене зелене корњаче и угрожене корњаче јастреба . Корњаче мигрирају између Америчке Самое и других пацифичких острвских држава. Сезона гнежђења им је између августа и фебруара. 
Отприлике 97% популације морских птица на Самои живи на атолу Росе. Свака од 12 врста птица је федерално заштићена. Црвеноноге блуне и веће и мање птице фрегате гнезде се на дрвећу бука. Црни чворови и беле чигре гнезде се на средњим и доњим гранама. Коренски систем користе гребенске чапље и црвенорепе тропске птице. Остале птице могу се наћи у шуми Писониа, јединој која је остала на Самои. 